# Cryptophagus labilis
Cryptophagus labilis är en skalbaggsart som beskrevs av Wilhelm Ferdinand Erichson 1846. Cryptophagus labilis ingår i släktet Cryptophagus, och familjen fuktbaggar. Enligt den finländska rödlistan är arten sårbar i Finland. Enligt den svenska rödlistan är arten nära hotad i Sverige. Arten förekommer i Götaland, Gotland, Öland och Svealand. Artens livsmiljö är naturlundskogar.